# Phidolopora robusta
Phidolopora robusta är en mossdjursart som beskrevs av Canu och Bassler 1927. Phidolopora robusta ingår i släktet Phidolopora och familjen Phidoloporidae. Inga underarter finns listade i Catalogue of Life.